# Phyllonorycter vulturella
Phyllonorycter vulturella är en fjärilsart som först beskrevs av Gerfried Deschka 1968.  Phyllonorycter vulturella ingår i släktet guldmalar, och familjen styltmalar.
Artens utbredningsområde är:
- Frankrike.
- Italien.
- Spanien.

Inga underarter finns listade i Catalogue of Life.